# 萊昂縣 (明尼蘇達州)
萊昂縣（英語：Lyon County）是美國明尼蘇達州西南部的一個縣。面積1,869平方公里。根據美國2000年人口普查，共有人口25,425人。縣治馬紹爾 (Marshall)。
成立於1868年3月6日。縣名紀念在美國內戰陣亡的納薩尼爾·萊昂。